# Église San Fedele de Milan
L’église San Fedele (église Saint-Fidèle) est un édifice religieux catholique jésuite italien, situé à Milan. Construite en style maniériste de 1569 à 1579, elle devient paroissiale treize ans après le départ des jésuites, en 1787. Elle assume alors le titre officiel de Santa Maria della Scala in San Fedele.  Rendue aux jésuites en 1945, elle est aujourd’hui un centre paroissial et culturel important de la ville.

## Histoire
La réalisation de l’édifice, première résidence des jésuites à Milan, s'insère dans le programme de réforme post-tridentine de l’archidiocèse de Milan, tel que voulu et vigoureusement poursuivi par le saint archevêque et cardinal, Charles Borromée. 

### L’esprit du concile de Trente
Dès que le concile de Trente, dans une de ses dernières sessions (juillet 1563), passe le décret sur l’obligation de créer un séminaire dans chaque diocèse, Charles Borromée demande aux jésuites d’en ouvrir un dans le sien. Ils arrivent en 1563, et y ouvrent le tout premier séminaire de la Réforme catholique en 1564. Il s’y trouve rapidement une centaine de séminaristes tandis que le collège de Brera compte 180 élèves. 
Deux ans après leur avoir confié une petite église (en 1567), Borromée décide de leur construire un nouvel et grand édifice conforme aux changements liturgiques voulus du concile de Trente, et mieux adaptée aux nouveaux besoins pastoraux. L’architecte - choisi par Borromée lui-même - en est Pellegrino Tibaldi. Borromée en pose la première pierre le 5 juillet 1569 et les travaux durent dix ans. 
Se conformant aux exigences liturgiques établies par le concile, et bientôt adoptées dans toutes les églises de l’ordre jésuite, Tibaldi dessine un bâtiment à nef unique, exaltant la centralité distante de l’autel pour la célébration eucharistique et prévoyant par ailleurs une chaire de vérité haute et proche de l’assemblée permettant un meilleur rayonnement à l’enseignement et la prédication. Pour l’inauguration, le 24 juin 1579, de cette nouvelle église (bien qu'encore inachevée), Borromée fait transporter à Milan les reliques de saint Fidèle, protomartyr du diocèse de Côme.  

### Suppression et restauration
La Compagnie de Jésus étant supprimée par Clément XIV, les jésuites sont expulsés de leur église en 1773, et San Fedele est provisoirement fermée. Par ailleurs une église voisine est démolie pour faire place à la construction d’un nouveau théâtre qui doit remplacer celui qui a brûlé le 25 février 1776 et qui sera le théâtre de la Scala. Les chanoines de l’ancienne église de Notre-Dame de la Scala’ reçoivent les droits de l’église San Fedele qui est rouverte avec le titre de Santa Maria della Scala in San Fedele.  Mobilier religieux et œuvres d'art sont transférés à San Fedele. En 1787, elle devient église paroissiale.
Le chapitre de chanoines est supprimé en 1810. Malgré l’esprit de restauration qui règne au début du XIXe siècle, le cardinal-archevêque Gaetan von Gaysruk supprime définitivement toutes les dignités et privilèges des chanoines en 1831 et le lieu devient simple église paroissiale.  
Si les jésuites sont de retour à Milan dès 1853, leur présence ne devient officielle et publique qu’à partir de 1887, le Risorgimento italien, et ses conflits avec les États pontificaux, obligeant à une grande discrétion. Avec le soutien d’importantes familles milanaises un collège est ouvert au corso porta nuova de Milan, en 1893. Mais l’église reste entre les mains d’un prévot et du clergé diocésain.
Si l’église passe à travers la grande guerre sans subir de dégâts majeurs, il n’en est pas de même lors de la Seconde Guerre mondiale. Le 16 août 1943, le bombardement de la questura voisine endommage très gravement San Fedele. Le collège Léon XIII subit le même sort le 10 septembre 1944. Paradoxalement cela débloque les négociations entre le diocèse et la Compagnie de Jésus qui depuis quelque temps déjà souhaitait reprendre l’église. Âgé, le prévot responsable de San Fedele depuis quarante ans ne se sent pas le courage d’entreprendre les travaux de reconstruction et donne son accord au cardinal Schuster pour que l’église soit restituée aux jésuites. 
Le 8 décembre 1945, le jésuite Luigi Santi est nommé curé de San Fedele. En 1950, sont inaugurées la nouvelle résidence et l’église reconstruite à l’identique.

### Centre culturel
En quelques années une série d’œuvres apostoliques, culturelles, sociales et littéraires reprennent à San Fedele. La ligue du Sacré-Cœur et les congrégations mariales y sont actives. En 1951, est lancée la revue de réflexion et action sociale Aggiormentati sociali. La revue Letture, un guide de lecture, obtient rapidement une grande audience nationale. En 1962, la revue Missioni et popoli quitte Venise pour s’installer à San Fedele. Un centre pour la jeunesse Ildefonso Schuster est ouvert.

## Architecture
L’élégante façade n'est achevée qu'en 1835, en respectant le projet initial de Pellegrino Tibaldi. Divisée en deux niveaux de même hauteur, elle est couronnée d’un grand fronton triangulaire sur toute sa largeur. Elle reflète exactement l'espace unique de l’intérieur vers lequel s’ouvre un portail unique surmonté d’un fenêtre à tympan triangulaire. Les deux niches du niveau inférieur abritent les statues de saint Fidèle (à gauche) et saint Carpophore (à droite), tous deux soldats romains martyrisés à Côme. Au niveau supérieur on trouve le roi David et le prophète Isaïe. 

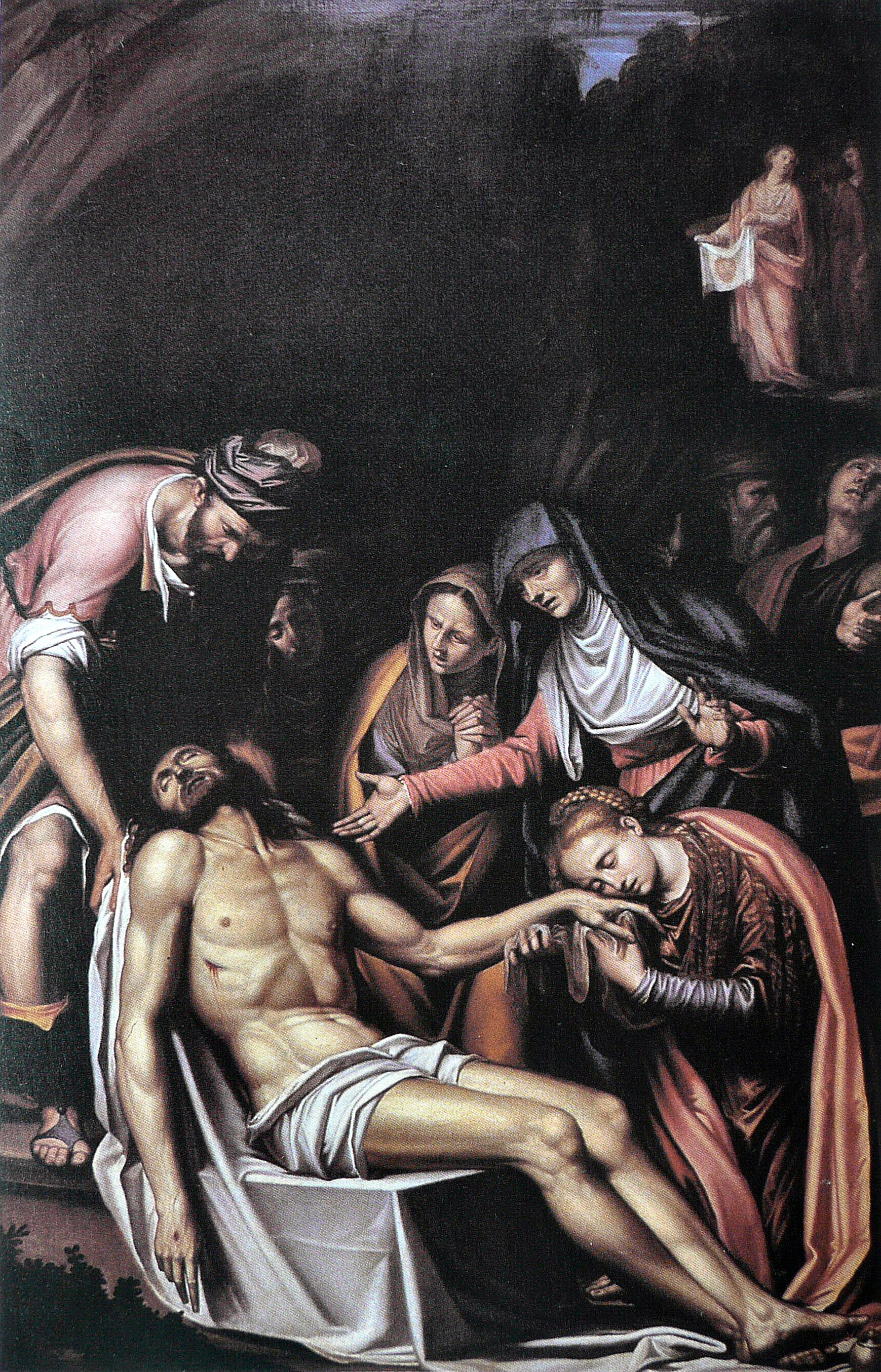
La Mise au tombeau de S. Peterzano

## Mobilier et œuvres d'art
- huit confessionnaux, adossés aux murs latéraux, ont été sculptés par Giovanni, Giacomo et Gianpaolo Taurini (1596-1603), avec des scènes, en symbolique parallèle, de l’Ancien et du Nouveau Testament, le second réalisant l’attente du premier.
- les quatre chapelles dans les murs latéraux n’ont pas de profondeur.
  - Dans la première chapelle à droite se trouve une Vision de Saint-Ignace à La Storta de Giovanni Battista Crespi, composée peu après la béatification du saint en 1622.
  - La seconde chapelle dans le mur droit, dédiée à l'Ascension du Christ, et réalisée sur un projet de Tibaldi présente un cas curieux de colonnes disloquées à droite et gauche du panneau central - un Sacré Cœur en céramique de Lucio Fontana, datant de 1956 - chaque colonne étant soutenue par un ange. Peut-être l’intention en était-elle d'illustrer métaphoriquement l’abandon dans lequel se trouvait le diocèse de Milan lors de l’arrivée de Charles Borromée.
  - Dans la première chapelle de gauche se trouve au-dessus de l’autel la Descente de croix de Simone Peterzano, maître du Caravage qui travaillait à cette époque dans son atelier.  L’œuvre, datant de 1591, provient de l’ancienne église Sainte-Marie de la Scala.
  - Dans la seconde chapelle de gauche, une fresque du XVe siècle, la Madone à l'enfant, était l’objet d'une grande dévotion dans l’ancienne église dont elle provient également.
- La chaire de vérité, abondamment sculptée est l’œuvre du frère jésuite Daniele Ferrari (1606-1684). Le centre de la cuve est orné du monogramme IHS, présent en beaucoup d’églises de la Compagnie de Jésus.

## Personnalité
- Alessandro Manzoni (1785-1873), écrivain italien, fréquentait assidûment l’église après sa conversion au catholicisme. Il mourut le 22 mai 1873 des suites d’une blessure à la tête causée par une chute à la sortie de l’église San Fedele. Une statue lui a été érigée sur la place devant l’édifice.